# Jandrei
Jandrei Chitolina Carniel (Itaquí, Río Grande del Sur, 1 de marzo de 1993), también conocido simplemente como Jandrei, es un futbolista brasileño. Juega en la posición de guardameta y su equipo es el São Paulo F. C. del Brasileirão.

## Trayectoria

### Inicios
Nacido en Itaquí, Río Grande del Sur, Jandrei se formó en el equipo juvenil del S. C. Internacional. Dejó el club en septiembre de 2014 sin haber debutado en el equipo profesional.
A finales de 2014 se unió a Novo Hamburgo, Jandrei hizo su debut en el Campeonato Gaúcho el 11 de febrero de 2015, como sustituto de Thiago Humberto en la primera mitad en la victoria en casa por 1-0 contra União Frederiquense, ya que el titular Rafael dal Ri fue expulsado. Apareció en cuatro partidos durante el torneo, dos como titular.
En mayo de 2016 se fue al Atlético Tubarão de la segunda división del Campeonato Catarinense. Fue titular en muy pocas ocasiones para el club, contribuyendo con 13 apariciones cuando su equipo logró el ascenso a la primera división.
El 1 de marzo de 2017 firmó un contrato de préstamo con el Chapecoense de la Serie A, con una cláusula de compra. Inicialmente fue tercera opción detrás de Artur Moraes y Elias, hizo su debut en el equipo profesional el 13 de mayo, comenzando en un empate 1 a 1 contra Corinthians.
Jandrei hizo su debut en la Copa Libertadores el 17 de mayo de 2017, iniciando en la victoria por 2-1 como visitante contra Lanús. Inmediatamente se convirtió en el titular del equipo después de su llegada, superando a Artur Moraes y Elias. El 15 de noviembre fue comprado directamente por una tarifa de R$350 000 y renovó su contrato hasta 2021.
El 6 de enero de 2019 firmó con el club italiano de la Serie A Genoa C. F. C.
El 13 de febrero de 2020 Athletico Paranaense anunció su llegada en calidad de cedido hasta junio de 2021. Regresó a Italia una vez la cesión terminó, pero no tardó en volver a Brasil tras firmar con Santos F. C. hasta el Campeonato Paulista 2022. Se marchó a final de año al São Paulo F. C., equipo con el que se comprometió por dos años con opción a dos más.